# Samuel Kleda

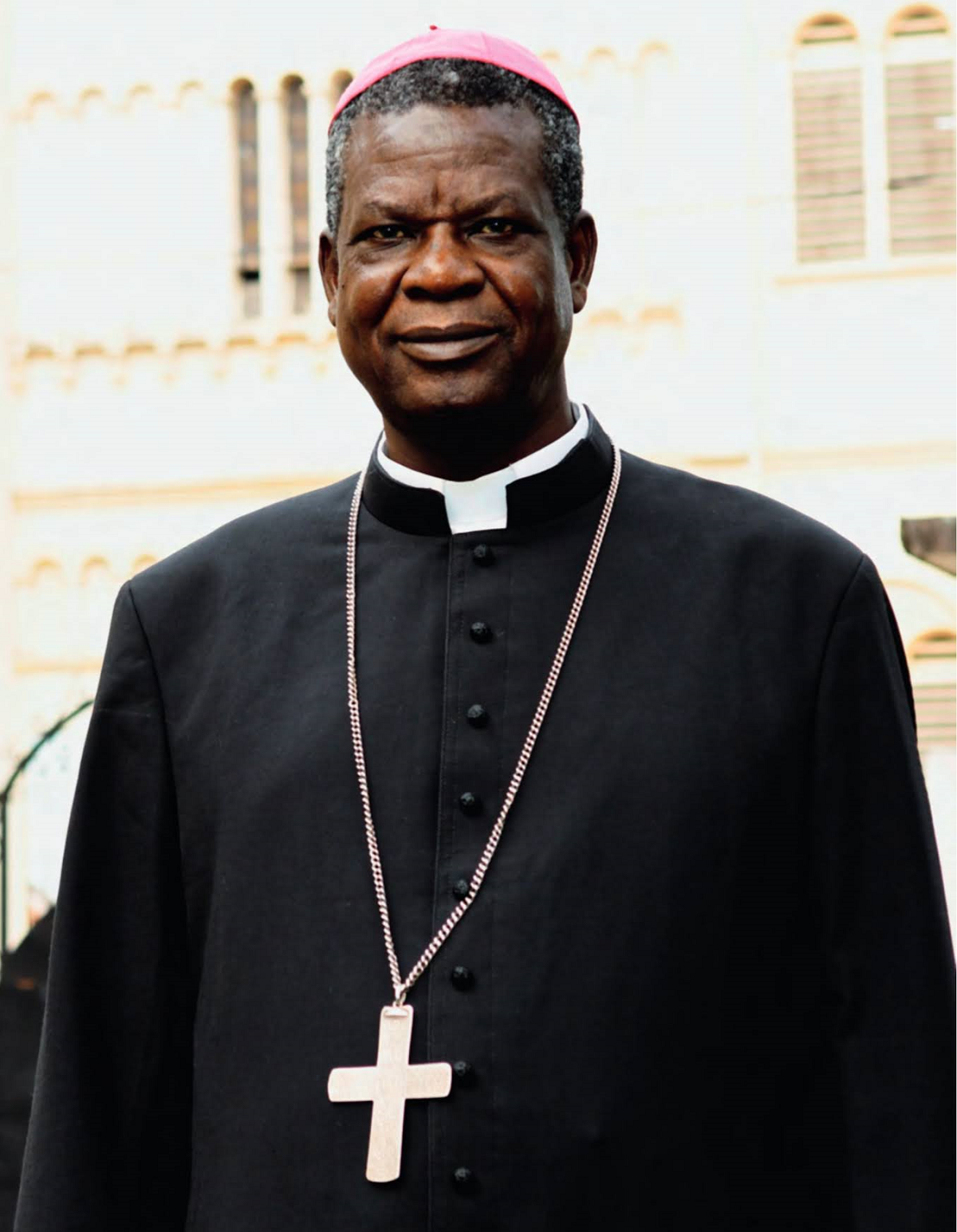
Samuel Kleda

Samuel Kleda (* 1959 in Golompuy, Region Extrême-Nord, Kamerun) ist ein kamerunischer Geistlicher und römisch-katholischer Erzbischof von Douala.

## Leben
Samuel Kleda besuchte das Mazénod College in Ngaoundéré. Anschließend studierte er Katholische Theologie und Philosophie in Nkolbison und an der Päpstlichen Universität Urbaniana in Rom. Kleda empfing am 9. März 1986 das Sakrament der Priesterweihe für das Bistum Yagoua.
Von 1986 bis 1988 war Samuel Kleda Kaplan des Lycée in Kaélé und Pfarrvikar. Er war von 1988 bis 1994 als Regens des Saint Paul Minor Seminary in Guider tätig. 1994 wurde Kleda für weiterführende Studien an das Päpstliche Bibelinstitut nach Rom entsandt, die er 1998 mit einer Promotion im Fach Biblische Exegese abschloss. Anschließend wurde Samuel Kleda Lecturer am St. Augustine Major Seminary in Maroua.
Am 23. Oktober 2000 ernannte Papst Johannes Paul II. ihn zum Bischof von Batouri. Die Bischofsweihe spendete ihm der Erzbischof von Douala, Christian Wiyghan Kardinal Tumi, am 18. Februar 2001; Mitkonsekratoren waren der Erzbischof von Bertoua, Roger Pirenne CICM, und der Apostolische Nuntius in Äquatorialguinea und Kamerun, Erzbischof Félix del Blanco Prieto. Am 3. November 2007 ernannte ihn Papst Benedikt XVI. zum Koadjutorerzbischof von Douala. Am 17. November 2009 wurde Samuel Kleda in Nachfolge von Christian Wiyghan Kardinal Tumi, der aus Altersgründen zurücktrat, Erzbischof von Douala.
Samuel Kleda ist Vorsitzender der Kamerunischen Bischofskonferenz. Zudem ist Kleda Präsident der Unterkommission für religiöses Leben und Präsident des Rates für wirtschaftliche und finanzielle Angelegenheiten in der Kamerunischen Bischofskonferenz.